# Uranoscopus marmoratus
Uranoscopus marmoratus is een straalvinnige vissensoort uit de familie van sterrenkijkers (Uranoscopidae). De wetenschappelijke naam is voor het eerst gepubliceerd in 1829 door Cuvier.